# بنر تبلیغاتی وب
بنر وب یا بنر تبلیغاتی وب (به انگلیسی: Web banner) نوعی تبلیغات در شبکه جهانی اینترنت است که توسط یک سرور تبلیغاتی ارائه می‌شود. تبلیغات بنری با ارائه یک بنر تصویری و لینک دادن آن به سمت یک صفحه خاص از وبسایت تبلیغ کننده توسط یک سایت پذیرنده تبلیغ را انجام می‌دهد. هدف تبلیغات بنری انتقال ترافیک، افزایش آگاهی از برند و بهبود تجارت و فروش آنلاین و آفلاین است. این تبلیغات که در کادرهای مستطیلی کوچک وجود دارند، تقریباً در تمام صفحات وب و در ابعاد مختلف و موضوعات گوناگون در برابر چشم‌هایتان ظاهر می‌شوند. اما همهٔ آنها یک کارکرد اساسی دارند اگر بر روی آنها کلیک کنید مرورگر وب، شما را به سایت تبلیغ‌کننده خواهد برد.
بنرهای تبلیغاتی قطعات نسبتاً کوچکی از کد HTML هستند اما حضور آنها در وب و اهمیت آنها در کسب و کارهای اینترنتی بسیار قابل توجه و گسترده‌است.

## تاریخچه

این بنر تبلیغاتی برای دایرةالمعارف آنلاین غیرانتفاعی ویکی‌پدیا برای تبلیغ جامعه کاربران وب سایت استفاده می‌شود.

پیشگام تبلیغات آنلاین شرکت پرودیگی بود که در آن زمان متعلق به IBM و Sears بود. پرودیگی ابتدا از تبلیغات آنلاین برای تبلیغ محصولات Sears در دهه ۱۹۸۰ استفاده کرد و سپس از دیگر تبلیغ کنندگان، از جمله AOL، یکی از رقبای مستقیم پرودیگی استفاده کرد. پرودیگی نتوانست از اولین مزیت محرک خود در تبلیغات آنلاین استفاده کند. اولین تبلیغ وب قابل کلیک (که بعداً با اصطلاح «تبلیغات بنری» شناخته شد) توسط Global Network Navigator (GNN) در سال ۱۹۹۳ به Heller, Ehrman, White, & McAuliffe فروخته شد که یک شرکت حقوقی اکنون تعطیل شده در دره سیلیکون است.

## اهمیت
تبلیغات بنری نقش مهمی در ایجاد امکان توسعه سریع تبلیغات پولی در اینترنت داشت. با فرمت‌های استاندارد، عملیات (لینک قابل کلیک به مقصد) و سیستم قیمت‌گذاری (نمایش‌ها)، تبلیغات بنری هر وب‌سایت را قادر می‌سازد تا تبلیغات بفروشد، و شرایط عملیاتی را برای شرکت‌های سرور تبلیغاتی، مانند NetGravity، برای توسعه سیستم‌ها فراهم می‌کند. برای اجرا و پیگیری تبلیغات مبتنی بر وب مورد نیاز است. بنر تبلیغاتی نیز در مقایسه با تبلیغاتی که در رسانه‌های مشابه آن زمان مانند روزنامه‌ها و مجلات ظاهر می‌شد، منحصر به فرد بود. برخلاف تبلیغات در نشریات ادواری، بنرهای تبلیغاتی مصرف‌کنندگان رسانه را تشویق می‌کرد تا در واقع خدمات رسانه یا محصول را ترک کنند و به یک محیط رسانه ای جداگانه (معمولاً یک وب سایت که توسط تبلیغ کننده اداره می‌شود) بروند. در مقابل، خوانندگانی که تبلیغات روزنامه یا مجله را مشاهده می‌کنند، تشویق نمی‌شوند که مجله را ترک کنند. بلکه خود پیام تبلیغات برای تأثیرگذاری بر خواننده است.